# Точка Микеля

Точка Микеля — одна из замечательных точек четырёхугольника.

## Определение
Пусть четыре прямые расположены так (в общем положении), что при их пересечении образуется четыре треугольника. Тогда описанные вокруг этих треугольников окружности имеют общую точку, которая называется точкой Микеля этой конфигурации прямых.

### Замечание
- Утверждение, что эти четыре окружности пересекаются в одной точке, называется теоремой Микеля — Штейнера о четырёхстороннике[1].

## Свойства

Теорема Микеля для пятиугольника

- Центры описанных окружностей указанных выше четырёх треугольников (синие точки на рисунке) лежат на одной (красной) окружности, проходящей через точку Микеля (зелёная на рис. выше).
- Четырёхугольник {\displaystyle ABCD}, образованный четырьмя данными прямыми {\displaystyle BE}, {\displaystyle BF}, {\displaystyle CE} и {\displaystyle AF}, вписан тогда и только тогда, когда точка Микеля лежит на прямой, соединяющей две из шести точек пересечения прямых (те, которые не являются вершинами четырёхугольника), то есть когда {\displaystyle M} лежит на {\displaystyle EF}.

## История
Этот результат анонсирован Якобом Штейнером.
Полное доказательство было дано Микелем.

## Вариации и обобщения

### Теорема Микеля для пятиугольника (для пятиконечной звезды)
Пусть дан выпуклый пятиугольник {\displaystyle ABCDE}. Продолжим все его пять сторон до тех пор, пока они не пересекутся в пяти точках {\displaystyle F}, {\displaystyle G}, {\displaystyle H}, {\displaystyle I}, {\displaystyle K} (образовав пятиконечную звезду). Опишем пять окружностей около пяти треугольников {\displaystyle CFD}, {\displaystyle DGE}, {\displaystyle EHA}, {\displaystyle AIB} и {\displaystyle BKC}. Тогда другие их точки взаимного пересечения (кроме {\displaystyle A}, {\displaystyle B}, {\displaystyle C}, {\displaystyle D}, {\displaystyle E}), а именно новые точки: {\displaystyle M}, {\displaystyle N}, {\displaystyle P}, {\displaystyle R} и {\displaystyle Q} лежат на одной окружности (принадлежат одной окружности) (см. рис.).
Обратный результат известен как теорема о пяти кругах.

### Теорема Микеля о шести окружностях

Теорема Микеля о шести окружностях утверждает то, что если пять окружностей имеют четыре тройные точки пересечения, то оставшиеся четыре точки пересечения лежат на шестой окружности

Пусть на окружности заданы четыре точки {\displaystyle A}, {\displaystyle B}, {\displaystyle C} и {\displaystyle D}, и четыре окружности попарно пересекаются в этих точках, а также ещё в четырёх других точках {\displaystyle W}, {\displaystyle X}, {\displaystyle Y} и {\displaystyle Z}. Тогда последние четыре точки также лежат на общей окружности. Эта теорема известна как «теорема о шести окружностях» (см. рис.).
Эту теорему иногда называют теоремой о четырёх окружностях и приписывают Якобу Штейнеру, хотя единственное известное опубликованное доказательство было дано Микелем.
Уэллс ссылается на эту теорему как на «теорему Микеля».

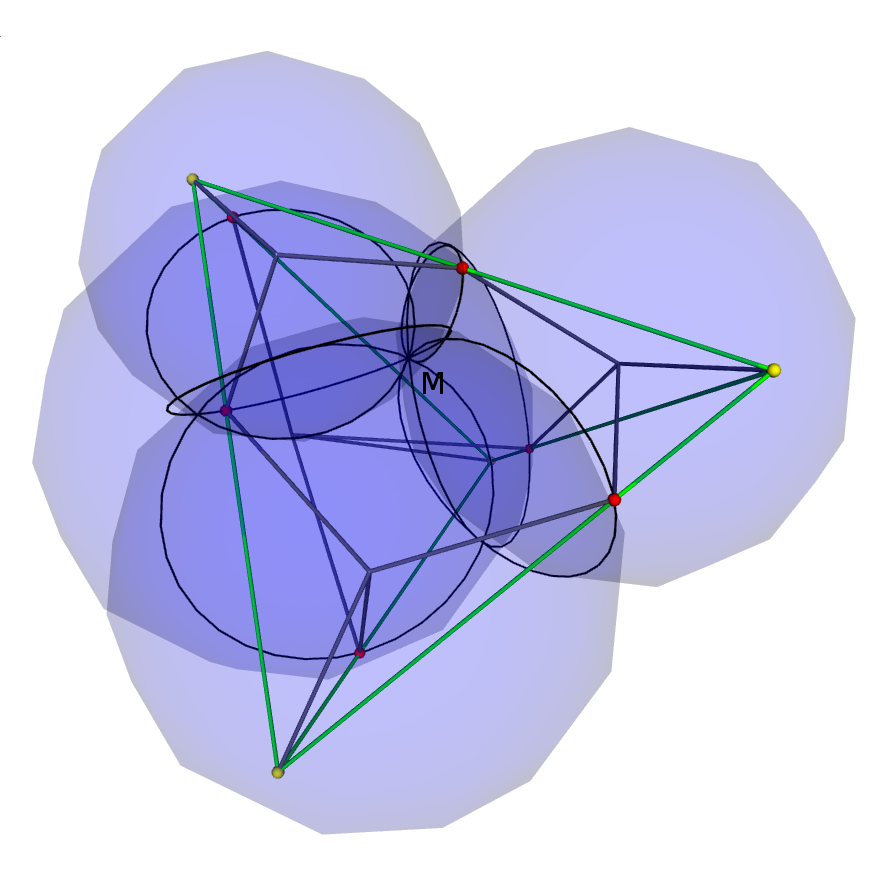
Трёхмерный случай: четыре сферы пересекаются попарно по шести чёрным окружностям, которые, в свою очередь, пересекаются в одной общей точке

### Трёхмерный аналог теоремы Микеля
Есть также трёхмерный аналог, в котором четыре сферы, проходящие через точки тетраэдра и точки на рёбрах тетраэдра, пересекаются в одной общей точке {\displaystyle M}.
Уэлс, упоминая Микеля, ссылается на эту теорему как на теорему Пиво́.